# Ordino Arcalís
Pour les articles homonymes, voir Arcalís.
Ordino Arcalís, parfois dénommé Vallnord - Ordino Arcalís entre 2004 et 2018 ou simplement Arcalis, est une station de sports d'hiver des Pyrénées située dans la paroisse d'Ordino, en Andorre. Elle est frontalière avec la France par la commune d'Auzat (vallée de Vicdessos) en Ariège.

## Géographie
La station est située à 2 000 mètres d'altitude environ, dans la paroisse d'Ordino, uniquement accessible par la route CG-3. Un projet de liaison routière touristique vers la vallée de Soulcem, en France (commune d'Auzat) par le port de Rat est inachevé. En grande partie réalisée côté andorran avec un début de tunnel à 2 370 m d'altitude sur une longueur d'environ 200 mètres jusqu'au point frontière, la liaison est plus longue et plus délicate à finaliser côté français du fait de couloirs d'avalanches et de 600 m de tunnel restant.

## Toponymie
L'existence de toponymes désignant des sommets expliqués par le latin arca (« coffre ») comme 
Grand Arc en Savoie ou Cima al arca en Corse peuvent faire évoquer une origine latine à Arcalís.
Le linguiste catalan Joan Coromines affirme que cette approche ne permet pas d'expliquer la terminaison -lís qui est pour lui clairement pré-romane bascoïde. Celle-ci est d'ailleurs retrouvée dans d'autres toponymes pré-romans andorrans tels que Beixalís.  D'autres toponymes pyrénéens présumés bascoïdes sont eux aussi composés avec l'élément arca tels que Arcavell (ca) (village de l'Alt Urgell voisin) ou encore Arcalló. Il semble qu'une origine bascoïde puisque expliquer la totalité du toponyme.
Coromines propose de faire dériver arca de erki (« arbuste »). Battle signale le manque de cohérence de cette hypothèse avec la géographie physique du site d'Arcalís. Il souligne un point commun entre Arcalís, Arcavell et Arcalló qui est la présence d'imposants massifs rocheux dans le paysage. Battle rappelle de ce fait la proposition de Anglada de faire dériver Arcalís de harr- et -gaitz (« pierre énorme ») avec une transformation de la terminaison -itz en  -lís qu'il juge plus solide.

## Histoire
La station a ouvert le 22 décembre 1983 après consultation la même année des électeurs de la paroisse d'Ordino. Les premiers aménagements sont réalisés dans le cirque d'Arcalis et la Coma del Forat, versants nord propices à l'accumulation de neige. En 1988, la station s'étend sur 500 ha.
Dès la création de la station, il est choisi de ne construire qu'un bâtiment de service sur le site avec restaurant, location de matériel, centre de premier secours, et de privilégier l'hébergement plus bas dans la vallée.
En 2004, elle s'unit avec la station de Pal Arinsal pour faire partie du domaine skiable Vallnord jusqu'en 2018 : elle est dénommée Vallnord - Ordino Arcalís. En 2018, elle se rapproche de la station de Grandvalira pour devenir le domaine Grandvalira Resorts, auquel se rattache également Pal Arinsal en 2022.

## Infrastructures
Le lieu est doté depuis le 9 juillet 2021 d'un belvédère, dit « mirador solaire de Tristaina », en forme de promenoir circulaire de 25 mètres de diamètre. Ce belvédère de 32 tonnes a été construit à l'aide d'hélicoptères.

## Cyclisme sur route

### Profil de l'ascension
L'ascension vers Arcalís, longue de 10,5 km, débute au village d'El Serrat (1 505 m). La pente est plutôt régulière avec une moyenne de 6,9 % pour un dénivelé positif de 724 m (+784 m, −60 m). Les pourcentages les plus élevés se trouvent au début de la montée avec une pente de 8,8 % sur le premier kilomètre. Le parking de la station d'Arcalís est situé à une altitude de 2 229 m.
Il est ensuite possible de poursuivre l'ascension par une route non goudronnée jusqu'au tunnel du port de Rat. Cette extension rallonge l'ascension d'environ 2,5 km et offre un dénivelé positif de 134 m soit une pente moyenne d'un peu plus de 5 %.

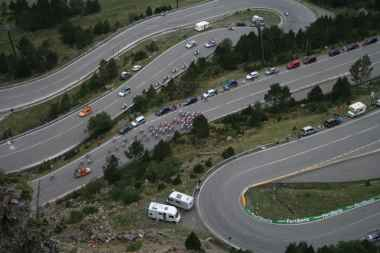
Montée vers Arcalis lors du Tour d'Espagne 2005.
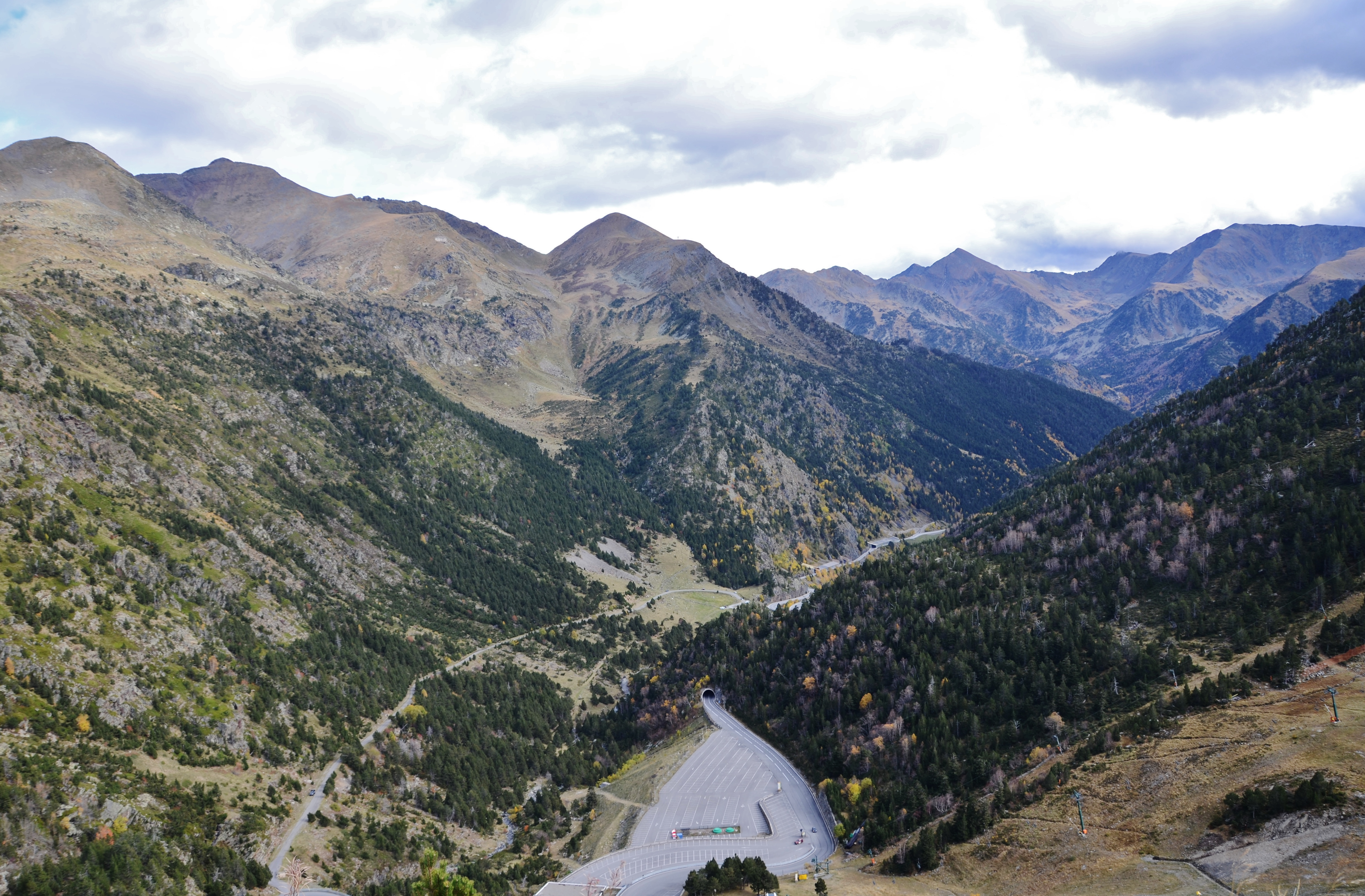
Route menant à Arcalis.
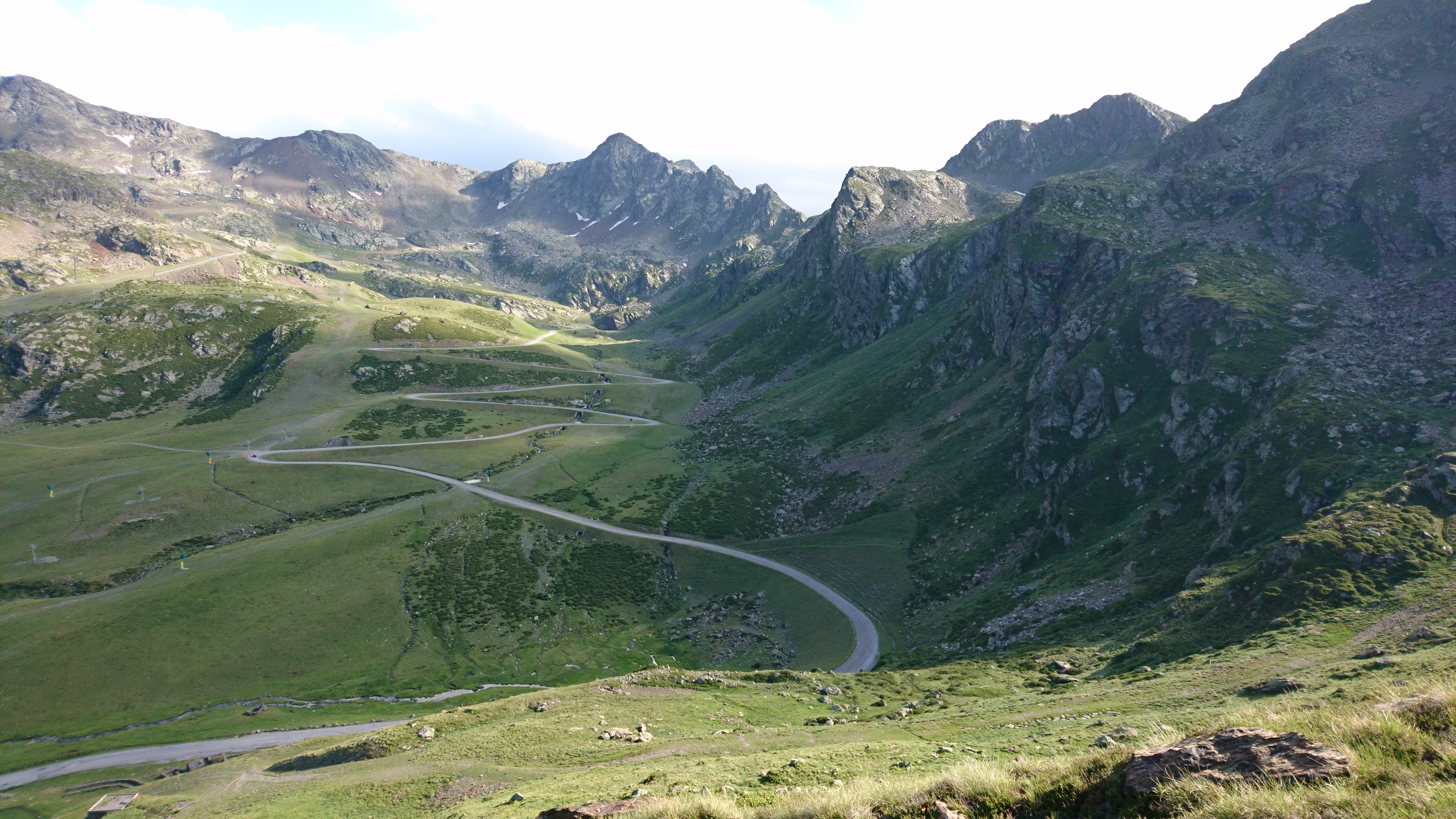
Route non goudronnée du port de Rat.

### Tour d'Espagne
| Édition             | Étape                                         | Vainqueur de l'étape |
| ------------------- | --------------------------------------------- | -------------------- |
| Tour d'Espagne 2000 | 10e étape (Sabadell - Ordino-Arcalis)         | Félix Cárdenas       |
| Tour d'Espagne 2001 | 12e étape (CLM) (Ordino – Ordino-Arcalis)     | José María Jiménez   |
| Tour d'Espagne 2005 | 10e étape (La Vall d'en Bas - Ordino-Arcalis) | Francisco Mancebo    |
| Tour d'Espagne 2007 | 10e étape (Benasque - Ordino-Arcalis)         | Denis Menchov        |

### Tour de France
| Édition             | Étape                                  | Vainqueur de l'étape |
| ------------------- | -------------------------------------- | -------------------- |
| Tour de France 1997 | 10e étape (Luchon - Andorre Arcalis)   | Jan Ullrich          |
| Tour de France 2009 | 7e étape (Barcelone - Andorre Arcalis) | Brice Feillu         |
| Tour de France 2016 | 9e étape (Vielha - Andorre Arcalis)    | Tom Dumoulin         |

L'ascension a été classée « Hors Catégorie » pour le grand prix de la montagne lors des trois passages du tour de France.
La montée a joué un rôle particulièrement important lors du Tour de France 1997. Lors de la 10e étape, Jan Ullrich est passé à l'offensive sur les pentes d'Arcalis, reléguant loin derrière ses principaux adversaires en montagne : 1 min 08 s à Richard Virenque et Marco Pantani, 2 min 01 s à Francesco Casagrande, et 3 min 23 s à son coéquipier et leader supposé Bjarne Riis. Il prend à cette occasion le maillot jaune qu'il ne quittera plus jusqu'à l'arrivée à Paris, remportant ainsi son premier grand tour.

### Tour de Catalogne
| Édition                | N°       | Étape                                      | Coureur en tête                |
| ---------------------- | -------- | ------------------------------------------ | ------------------------------ |
| Tour de Catalogne 1998 | 7e étape | La Vall de Boí - Alt d’Arcalís             | Hernán Buenahora               |
| Tour de Catalogne 2004 | 4e étape | Llorts - Ordino Arcalís : C.L.M.           | Miguel Ángel Martín Perdiguero |
| Tour de Catalogne 2005 | 5e étape | Sornàs - Ordino-Arcalís : contre-la-montre | Íñigo Cuesta                   |
| Tour de Catalogne 2006 | 4e étape | Perafort - Vallnord (Sector Arcalís)       | Carlos Castaño Panadero        |
| Tour de Catalogne 2007 | 5e étape | Sornàs - Vallnord Arcalís                  | Denis Menchov                  |

## Randonnée

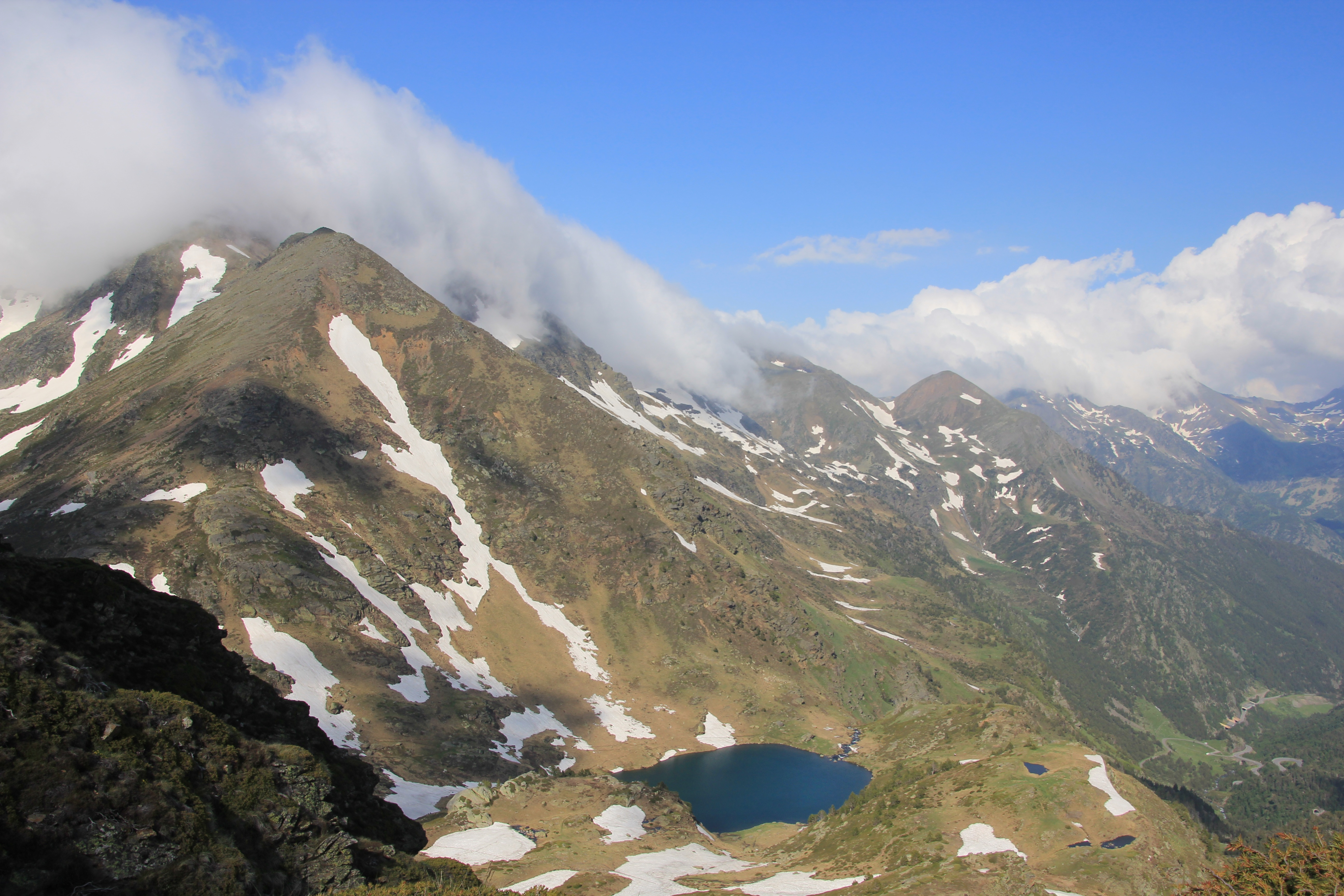
Estany Primer de Tristaina

La station d'Ordino-Arcalis est un point de départ pour des randonnées en été. Le circuit des estanys de Tristaina, constituant l'une des randonnées les plus populaires de l'Andorre, débute au niveau du parking de la station. Depuis la station, il est également possible de rejoindre l'estany de Creussans (à pied ou par le télésiège), le pic de Cataperdís ou encore le pic d'Arcalís. Enfin la station est située sur le sentier de haute randonnée pyrénéenne.